# Ararat (město v Arménii)
Ararat (arménsky Արարատ) je město ve stejnojmenné provincii v Arménii. K roku 2011 měl bezmála dvacet tisíc obyvatel.

## Poloha a doprava
Ararat leží na jihovýchodě Araratské planiny a jihovýchodě provincie Ararat. Je vzdálen jen několik kilometrů severozápadně od toku Araksu a arménsko-turecké hranice.
Ararat má nádraží na železniční trati Jerevan – Džolfá.

## Dějiny
Ararat byl založen v roce 1929 v souvislost s výstavbou cementárny a byl zpočátku označován stejným jménem jako nedaleká starší vesnice Davalu nebo Davali. V třicátých letech se stal sídlem městského typu. Na Ararat byl přejmenován v roce 1947. V roce 1962 se stal městem.

### Rodáci
- Aram Sargsjan (* 1961), politik